# Perwomajsk (Mykolajiw)
Perwomajsk (ukrainisch Первомайськ; russisch Первомайск Perwomaisk) ist eine am Südlichen Bug gelegene Stadt in der Oblast Mykolajiw in der Ukraine mit 65.000 Einwohnern (2019).

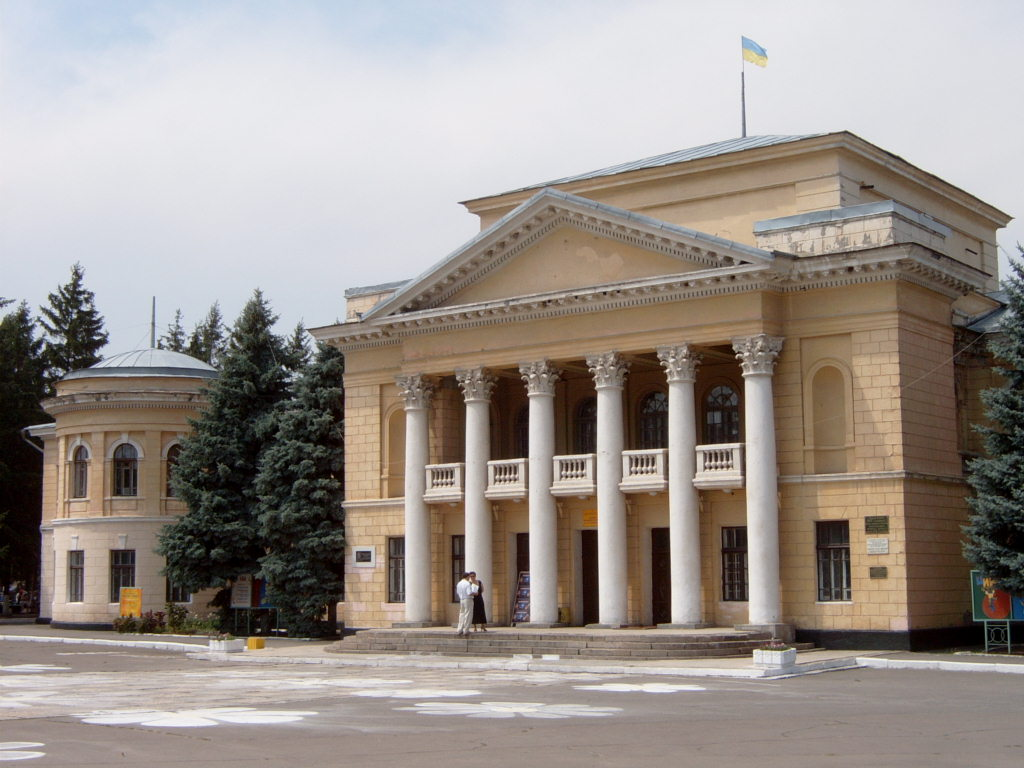
Haus der Kultur in Perwomajsk

Sie ist Verwaltungssitz des Rajon Perwomajsk, war jedoch bis Juli 2020 selbst kein Teil von ihm. Im Ort befindet sich ein Bahnhof an der Bahnstrecke Borschtschi–Charkiw, außerdem verläuft die Fernstraße M 24 und die Regionalstraße R-75 durch die Stadt und südlich von ihr die Fernstraße M 13.

## Geschichte
Die Stadt wurde am 1. Mai 1919 durch den Zusammenschluss der drei Ortschaften Holta (Голта), Bohopil (Богопіль) und Olwiopol (Ольвіополь), deren Besiedlungsspuren bis ins ausgehende 17. Jahrhundert zurückreichen, gegründet.

### Raketensilo

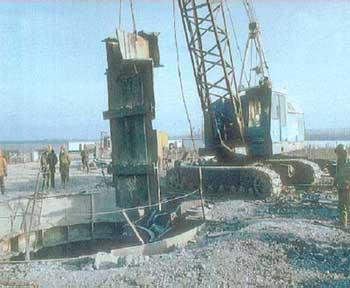
Abbau eines Raketensilos bei Perwomajsk

Im Kalten Krieg befand sich in der Nähe der Stadt eine Militärbasis, die in ihrer aktiven Zeit als Wetterstation getarnt war, mit bis zu zehn RT-23-Atomraketen. Die Silos wurden in den 1990er Jahren zwecks Abrüstung stillgelegt und die Basis für Touristen geöffnet. Ausgestellt werden dort neben zahlreichen Raketen (unter anderem eine RT-23 und eine RS-20) die ehemaligen unterirdischen Abschussrampen und Raketentransportfahrzeuge. Die Kommandozentrale befand sich etwa 30 Meter unter der Erde. Das Zentrum der 43. Raketenarmee lag in Schytomyr, Perwomajsk war eine Außenstelle. Ehemalige Militärs, alle mit fünfjähriger Spezialausbildung, führen durch die Anlage.

## Verwaltungsgliederung
Am 12. Juni 2020 wurde die Stadt zum Zentrum der neugegründeten Stadtgemeinde Perwomajsk (ukrainisch Первомайська міська громада/Perwomajska miska hromada), zu dieser zählen auch noch die Siedlung städtischen Typs Pidhorodna sowie die fünf in der untenstehenden Tabelle angeführten Dörfer, bis dahin bildete sie die gleichnamige Stadtratsgemeinde Perwomajsk (Первомайська міська рада/Perwomajska miska rada) unter Oblastverwaltung im Zentrum des ihn umgebenden Rajons Perwomajsk.
Am 17. Juli 2020 kam es im Zuge einer großen Rajonsreform zum Anschluss des Rajonsgebietes an den Rajon Perwomajsk.
Folgende Orte sind neben dem Hauptort Perwomajsk Teil der Gemeinde:
| Name                     | Name          | Name                                 |
| ukrainisch transkribiert | ukrainisch    | russisch                             |
| ------------------------ | ------------- | ------------------------------------ |
| Hruschiwka               | Грушівка      | Грушевка (Gruschewka)                |
| Kamjana Balka            | Кам’яна Балка | Каменная Балка (Kamennaja Balka)     |
| Kinezpil                 | Кінецьпіль    | Конецполь (Konezpol)                 |
| Pidhorodna               | Підгородна    | Подгородная (Podgorodnaja)           |
| Tschaussowe Druhe        | Чаусове Друге | Чаусово Второе (Tschaussowo Wtoroje) |
| Werbowa Balka            | Вербова Балка | Вербовая Балка (Werbowaja Balka)     |

## Bevölkerung
| 1897  | 1923   | 1926   | 1939   | 1959   | 1970   | 1979   | 1989   | 2001   | 2005   | 2010   | 2019   |
| ----- | ------ | ------ | ------ | ------ | ------ | ------ | ------ | ------ | ------ | ------ | ------ |
| 6.884 | 24.870 | 31.730 | 32.975 | 44.330 | 59.424 | 72.416 | 81.652 | 70.170 | 68.178 | 67.184 | 64.909 |

Quelle:

## Persönlichkeiten
- Edgar von Wahl (1867–1948), schuf die Plansprache Occidental, die heute Interlingue genannt wird
- Jean Peské (1870–1949), französischer Maler und Grafiker polnisch-russischer Herkunft
- Selig Brodetsky (1888–1954), britischer Professor für Mathematik und der zweite Präsident der Hebräischen Universität in Jerusalem
- Mykola Wilinskyj (1888–1956), Komponist und Hochschullehrer
- Assia Granatouroff (1911–1982), russisch-französisches Model und Filmschauspielerin
- Mykola Winhranowskyj (1936–2004), Regisseur, Schriftsteller, Schauspieler, Kinderbuchautor und Dichter
- Andrij Antonjuk (1943–2013), Volkskünstler
- Jurij Kriwzow (* 1979), französisch-ukrainischer Radrennfahrer
- Denys Kostjuk (* 1982), Radrennfahrer